# Budai városrész
A Budai városrész, Budaiváros vagy Budai Külváros Pécs egyik városrésze, mely nevét az 1786-ig állt Budai-kapuról kapta. A kapu a volt Lyceum szomszédságában volt a keleti várfalon. Innen indult a Buda felé vezető országút. A városrészben található a Zsolnay család által létrehozott Zsolnay porcelángyár és a Zsolnay-mauzóleum, a család temetkezési helye. Ez utóbbi a Ledina nevű területen fekszik, ami a pécsiek számára egybecseng az ottani cukrászdával.
A városrésznek a tengerszint feletti magassága kb. 130-180 méter.

## Határai

Budai városrész Pécs térképén

- Nyugaton: Belváros (Búza tér/Lánc utca, Alsóhavi utca, Ágoston tér)
- Északon: Havihegy (Ady Endre utca, Hársfa utca), Piricsizma (Hársfa utca), Rigóder (Hársfa utca)
- Keleten: Diós (Engel János József utca)
- Délen: Gyárváros, Basamalom, Balokány (Zsolnay Vilmos út)

## Története
A városrész határai már a 14. században körvonalazódtak. A várfalon kívüli településrész a Mindenszentek temploma és az Ágoston-kolostor közelében jött létre. A török hódoltság idejében nem gyarapodott ez a városrész. A török kiűzését követően itt alig maradt ép ház. 1710 után lassan megindult a város újjáépítése, bővítése. Ekkoriban baranyai bosnyákok, később magyarok és németek telepedtek le. A Budai városrészben az 1786 és 1828 közötti időszakban volt a leggyorsabb ütemű a városrész bővülése. A várfal mentén utca formálódott a várárok vonalában. Kialakult az akkori Búza tér, ahol marha- és gabonapiac működött. A németek a Tettye-patak mentén, a szerbek a Szerb utcában, a baranyai bosnyákok főleg a Bosnyák utcában, a cigányok a Benga közelében, a mai Felső-Balokány utcában voltak többségben. A 18. században a patakok mellé tímárok és molnárok települtek, nevüket ma utcák őrzik.
A 19. és 20. században kelet felé tovább bővült. 1978-ban bezárt a búza téri piac.

## Nevezetességei, intézményei
- Zsolnay-mauzóleum
- Zsolnay Kulturális Negyed
  - Zsolnay porcelángyár
  - Sikorski-ház, Gyugyi-gyűjtemény
  - Bóbita Bábszínház (egykori DOZSO)
  - PTE Művészeti Kar, ill. BTK Kommunikációs és Médiatudományi Tanszék, Szociológia Tanszék
- I. sz. Rendelőintézet (Lánc u.)
- Ledina cukrászda
- Baptista templom (Bokor u.)
- Corso Hotel
- Pécsi Református Kollégium Gimnáziuma, Általános Iskolája és Óvodája
- Pécsi Hivatásos Tűzoltóparancsnokság

## Tömegközlekedés
A városrész belsejében a 25, 26, 27 és 40 jelzésű járatok a Felsővámház u. és a Vadász u. érintésével, az északi részén (Hársfa u.) a 28, 28Y, 29, 38 és 39 jelzésű járatok, míg a déli részén (6-os sz. főút) a 2, 2A, 102, 4, 4Y, 13, 13E, 14, 20, 21, 21A, 121, 60 és 60A jelzésű járatok közlekednek.